# Bobino 1967
Albums de Barbara
Le Mal de vivre
(1964) Barbara singt Barbara
(1967)
Bobino 1967, est le premier album live de Barbara, il est enregistré à Paris en décembre 1966.

## Genèse
L'album Barbara à L'Écluse fut enregistré en faux live, Bobino 1967 est donc véritablement son premier disque enregistré en public.

## Autour de l'album
- Édition mono LP Philips en 1966.
- Édition stéréo LP Philips en 1967.
- Édition CD de 2007 proposant six titres supplémentaires.

## Titres

### Album original
| No  | Titre                          | Paroles | Musique | Durée |
| --- | ------------------------------ | ------- | ------- | ----- |
| 1.  | Madame                         |         |         | 3:10  |
| 2.  | Parce que je t'aime            |         |         | 3:43  |
| 3.  | À mourir pour mourir           |         |         | 2:37  |
| 4.  | Au cœur de la nuit             |         |         | 3:36  |
| 5.  | Y'aura du monde                |         |         | 3:00  |
| 6.  | Une petite cantate             |         |         | 2:04  |
| 7.  | À chaque fois                  |         |         | 2:25  |
| 8.  | Ma plus belle histoire d'amour |         |         | 4:02  |
| 9.  | Le mal de vivre                |         |         | 3:15  |
| 10. | Les rapaces                    |         |         | 2:59  |

### Réédition CD
La réédition CD parue chez Universal en 2007 comprend six chansons supplémentaires, intercalées entre les autres :
| No  | Titre                          | Paroles | Musique | Durée |
| --- | ------------------------------ | ------- | ------- | ----- |
| 1.  | Toi                            |         |         | 1:59  |
| 2.  | Madame                         |         |         | 3:25  |
| 3.  | La solitude                    |         |         | 2:41  |
| 4.  | Parce que je t'aime            |         |         | 3:51  |
| 5.  | À mourir pour mourir           |         |         | 2:47  |
| 6.  | Au bois de Saint-Amand         |         |         | 1:41  |
| 7.  | Au cœur de la nuit             |         |         | 3:51  |
| 8.  | Göttingen                      |         |         | 2:19  |
| 9.  | Si la photo est bonne          |         |         | 2:31  |
| 10. | Une petite cantate             |         |         | 2:11  |
| 11. | À chaque fois                  |         |         | 1:46  |
| 12. | Pierre                         |         |         | 3:50  |
| 13. | Y'aura du monde                |         |         | 3:25  |
| 14. | Ma plus belle histoire d'amour |         |         | 5:22  |
| 15. | Le mal de vivre                |         |         | 4:00  |
| 16. | Les rapaces                    |         |         | 4:41  |

## Musiciens
- Barbara : chant, piano
- Joss Baselli : accordéon
- Michel Gaudry : contrebasse